# Jahor Herasimaŭ
Jahor Herasimaŭ, accreditato come Egor Gerasimov dalla ATP (in bielorusso Ягор Герасімаў?; Minsk, 11 novembre 1992), è un tennista bielorusso.

## Carriera
Nel 2014, fa il suo debutto nel circuito ATP a Shenzhen, dove ha ricevuto una wild card.
Nel 2019 vince il suo primo match nei tornei del Grande Slam a US Open battendo Lloyd Harris in tre set. Gerasimov raggiunge poi il suo best ranking al numero 91 dopo il torneo di San Pietroburgo, nel quale partendo dalle qualificazioni batte prima la settima testa di serie Adrian Mannarino e poi il top ten Matteo Berrettini, fermandosi solo in semifinale. Qualche mese dopo apre la stagione 2020 con un altro risultato di livello in un torneo atp: partecipa infatti al torneo di Pune  e arriva fino alla finale, battendo le teste di serie numero 4 (Kwon Soon-woo) e 6 (James Duckworth). Nonostante la sconfitta subita in finale per mano di Jiří Veselý raggiunge così il suo best ranking al numero 71.
Apre la stagione 2021 sul cemento dell'Antalya Open, venendo estromesso al primo turno dal francese Tristan Lamasine in 2 set. Eguaglia il suo miglior risultato nello slam australiano giungendo fino al secondo turno, eliminato dalla rivelazione Aslan Karacev che gli concede solamente 1 gioco nell'arco dei 3 set. Eliminando nell'ordine Andy Murray, Aljaz Bedene e Alejandro Davidovich Fokina giunge a disputare la semifinale dell'Open Sud de France contro la testa di serie numero 2 David Goffin, che lo estromette dal torneo in 3 set. A Rotterdam un sorteggio sfortunato lo mette immediatamente contro la testa di serie numero 2 Stefanos Tsitsipas che lo elimina con un doppio tie-break. Dopo aver concesso solamente 2 game a Yannick Hanfmann viene eliminato da Daniil Medvedev, testa di serie numero uno dell'Open 13. Il secondo match contro Karatsev si conclude con lo stesso risultato del primo, riuscendo il bulgaro a conquistare solamente 4 game al Dubai Tennis Championships. Dopo aver eliminato Pella al primo turno del Forte Village Open, viene immediatamente estromesso dal torneo per mano dello sloveno Aljaž Bedene. Tenta di qualificarsi per il Master 1000 di Montecarlo ma viene eliminato al primo turno di qualificazione dallo svizzero Henri Laaksonen

## Statistiche

### Singolare

#### Finali perse (1)
| Legenda                   |
| Grande Slam (0)           |
| ATP World Tour Finals (0) |
| ATP Masters 1000 (0)      |
| ATP World Tour 500 (0)    |
| ATP World Tour 250 (1)    |

| Numero | Data            | Torneo                 | Superficie | Avversario in finale | Punteggio        |
| 1.     | 9 febbraio 2020 | Maharashtra Open, Pune | Cemento    | Jiří Veselý          | 6(2)–7, 7-5, 3-6 |